# بطولة ويمبلدون 2012
هنا قائمة الفائزين ببطولة ويمبلدون لسنة 2012:

## الأبطال

### فردي رجال
روجر فيدرير هزم.  أندي موراي, 4–6, 7–5, 6–3, 6–4.

### فردي سيدات
سيرينا ويليامز هزمت.  أنيشكا رادفانسكا, 6–1, 5–7, 6–2